# Chézy-en-Orxois
Chézy-en-Orxois – miejscowość i gmina we Francji, w regionie Hauts-de-France, w departamencie Aisne.
Według danych na styczeń 2014 roku gminę zamieszkiwały 372 osoby, a gęstość zaludnienia wynosiła 23 osoby/km².